# Kása Péter
Kása Péter (Újkígyós, 1934. június 19. –) kutatóorvos az Alzheimer-kór neuropatológiája és gyógyítása terén. A Magyar Ideg- és Elmeorvosok Társaság Alzheimer-kór szekciójának örökös elnöke. A Szegedi Orvostudományi Egyetem Alzheimer-kór Kutatólaboratóriumának volt vezetője. Professzor emeritus.

## Tanulmányok
Általános iskoláit Újkígyóson és Békéscsabán végezte. 1953-ban érettségizett Gyulán, majd felvették a Szegedi Orvostudományi Egyetem (SZOTE) Általános Orvosi Karára, ahol 1959-ben szerzett orvosi diplomát. Laboratóriumi szakorvosi vizsgát tett 1963-ban.

## Család
Szülei Kása János és Krucsai Veronika. 1958-ban Krakkóban nősült meg. Felesége Soltysiak Janina gyermekgyógyász, egyetemi adjunktus. Házasságukból két gyermek született: Kása Péter gyógyszerész (Ph.D.) és Kása Katalin általános orvos.

## Munkahelyek
Már a diploma megszerzése előtt elkezdett dolgozni a SZOTE Anatómiai, Szövet- és Fejlődéstani Intézetében, ahol gyakornok (1959–1962), tanársegéd (1962–1968), adjunktus (1968–1973), docens (1973–1977) és egyetemi tanár (1977) beosztásban végezte tevékenységét. Egyetemi munkája mellett 1960-ban körzeti orvos volt Okányban. 1961-től 1968-ig ügyeletes mentőorvosi szolgálatot látott el Szegeden. Az egyetem központi kutatólaboratóriumának vezetője volt 1973–tól 1994-ig, majd a Pszichiátriai Klinika Alzheimer-kór Kutatócsoportjának vezetésére kapott megbízást, ahonnan 2004-ben vonult nyugdíjba. Az Általános Orvostudományi Kar dékánhelyettesi funkciót 1983–1986 között töltötte be.

## Tanulmányutak
Első külföldi tanulmányútja 1957-ben a lengyelországi Krakkóba vezetett, ahol a sebészeti klinikán végzett gyakorlatokat. Később a Wellcome Trust ösztöndíjával két évet töltött az angliai Cambridge/Babraham Nemzetközi Agykutató Intézetben (1967–1968, 1969–1970). A New York-i Egyetem vendégprofesszora és az Orangeburg Nathan Kline Neurokémiai intézet vendégkutatója volt (1989–1990). Kutatómunkáját a Göttingeni Egyetem Anatómiai Intézetében folytatta (1995–1999) évente 3-3 hónapot.

## Munkássága
Kutatóorvos. Fő tevékenysége az Alzheimer-kór neuropatológiájára és gyógyítására koncentrálódik. Tudományos pályafutásának kezdetén a kisagy neuronális elemeinek organizációjával és szinaptikus kapcsolatainak analízisével, illetve a neuronok működését befolyásoló kolinerg rendszer elemeinek fény- és elektronmikroszkópos lokalizációjával foglalkozott. Később érdeklődése az Alzheimer-kór patogenezise felé fordult. Nemzetközileg is jelentős eredményeket ért el a központi idegrendszer neuropatológiai elváltozásainak feltárása terén. Módszert dolgozott ki az acetilkolinészteráz és a kolinacetiltranszferáz hisztokémiai lokalizálására (Nature, 1968, 1970). 1985-ben Magyarországon elsőként fordult figyelme az Alzheimer-kór kutatásának irányába, és 1987-ben Szegeden megrendezte az első, a betegséggel foglalkozó tudományos ülést. Az első Alzheimer-kórral foglalkozó tudományos konferenciát ugyancsak ő szervezte meg 1991-ben. A Magyar Ideg- és Elmeorvosok Társaságán (MIET) belül 1992-be megalakította az Alzheimer-kór szekciót, melynek elnökéül választották. 2007-ben a MIET Alzheimer-kór szekciójának örökös elnöke címmel tüntették ki. Világbanki támogatással 1992-ben Alzheimer-kór Kutató Központot és Humán Agybankot hozott létre. Az orvostudományok kandidátusa minősítését 1969-ben, az MTA akadémia doktora címet 1982-ben szerezte meg.

## Főbb publikációi
- Cholinergic Excitation and Inhibition in the Cerebellar Cortex. Nature (1965)
- Acetylcholinesterase Transport in the Central and Peripheral Nervous Tissue: The Role of Tubules in the Enzyme Transport. Nature (1968)
- Localization of Choline Acetyltransferase: Histochemistry at the Light Microscope Level. Nature (1970)
- Localization of Choline Acetyltransferase: Ultrastructural Localization in Spinal Neurones. Nature (1970)
- The Cholinergic System in Brain and Spinal Cord. Prog. Neurobiol. (1986)
- The Cholinergic System in Alzheimer's Disease. Prog. Neurobiol. (1997)
- 30 év a kutatás szolgálatában (1973–2003)

175 közleménye és 17 könyvfejezete jelent meg angol nyelven. A cikkeket több mint 3100-an idézték különböző hazai és nemzetközi folyóiratokban. Tudományos munkásságát 17 ország 32 városában ismertette. Előadásai a kolinerg rendszerrel, valamint az Alzheimer-kór neuropatológiájával és terápiájával voltak kapcsolatosak.

## Kitüntetései, elismerései
- Az Oktatásügy Kiváló Dolgozója (1973).
- Munka Érdemrend ezüst fokozata (1979).
- Széchenyi professzori ösztöndíj (1999–2002).
- Ábrahám Ambrus-emlékplakett (2002).
- Professzor emeritus (2004).
- Örökös elnök, MIET Alzheimer-kór szekció (2007)
- Újkígyós város díszpolgára (2016).